# Cartographie du canal Beagle depuis 1881
La région du canal Beagle, explorée par Robert FitzRoy dans les années 1830, fut l'une des dernières à être colonisée par le Chili et l’Argentine. Le froid, l’éloignement d'autres régions habitées, et le manque de transport et de subsistance, la garda loin de toute préoccupation gouvernementale.
Au vu des cartes exposées dans cette page, il est possible d'apprécier le manque de connaissances de la géographie par les navigateurs et explorateurs de la zone ainsi que des hommes d'État qui eurent à se prononcer sur les frontières. Néanmoins, lorsque le traité frontalier de 1881 entre le Chili et l'Argentine fut signé, les principales îles et les voies navigables dans la zone du canal Beagle, au moins, étaient connues.
Le tribunal d'arbitrage canal Beagle examina en profondeur la cartographie de la zone et déclara que
« Finalement, la Cour tient à souligner à nouveau que sa conclusion, que le groupe PNL (les îles Picton, Lennox et Nueva) est chilien selon le traité de 1881, a été rendue sur la base de son interprétation du traité, en particulier des paragraphes 55 à 111 ci-dessus, et indépendamment de la cartographie de l'affaire qui a été pris en compte uniquement à des fins de confirmation ou corroboration. La même chose s'applique à l'égard des cartes particulières discutés dans, et à partir du paragraphe 119 et suivants. »

## Avant 1881
Il n'existait pas d'accord au sujet de la souveraineté sur la Patagonie et de l'archipel de la Terre de Feu avant que le traité frontalier de 1881 entre le Chili et l'Argentine.
Tandis que le Chili et l'Argentine réclamaient des territoires des deux côtés de la frontière définie en 1984, les États-Unis et les puissances européennes considérèrent la terre et les îles souvent comme Res nullius, bien que des colonies de Chiliens, qui devint plus tard la ville de Punta Arenas dans le détroit de Magellan, existaient depuis 1843.

Cartes de la Patagonie et la Terre de Feu avant 1881
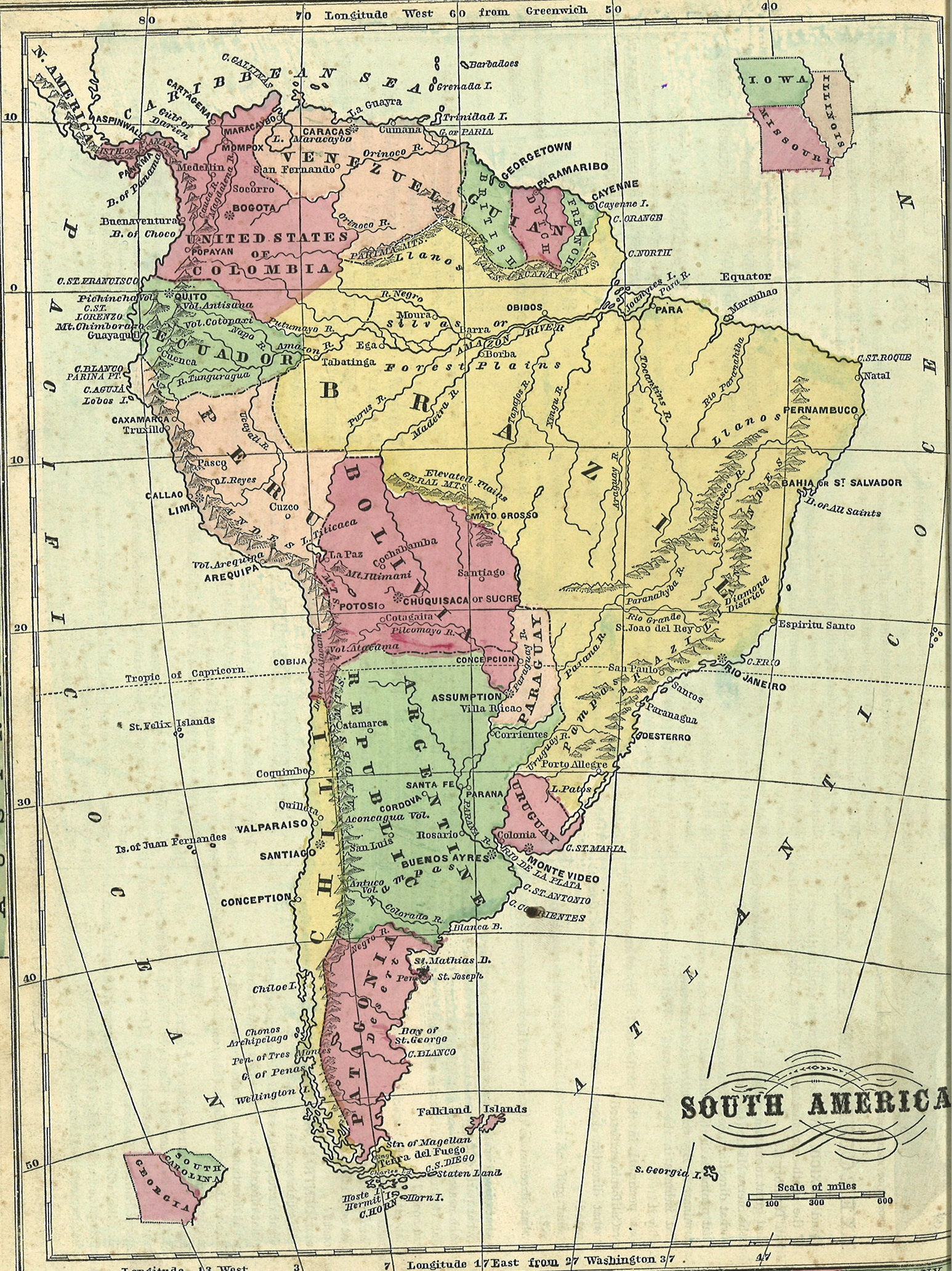
Carte française de 1862 : la Patagonie et la Terre de Feu sont Res nullius, bien que la Patagonie soit revendiquée par l'Argentine.
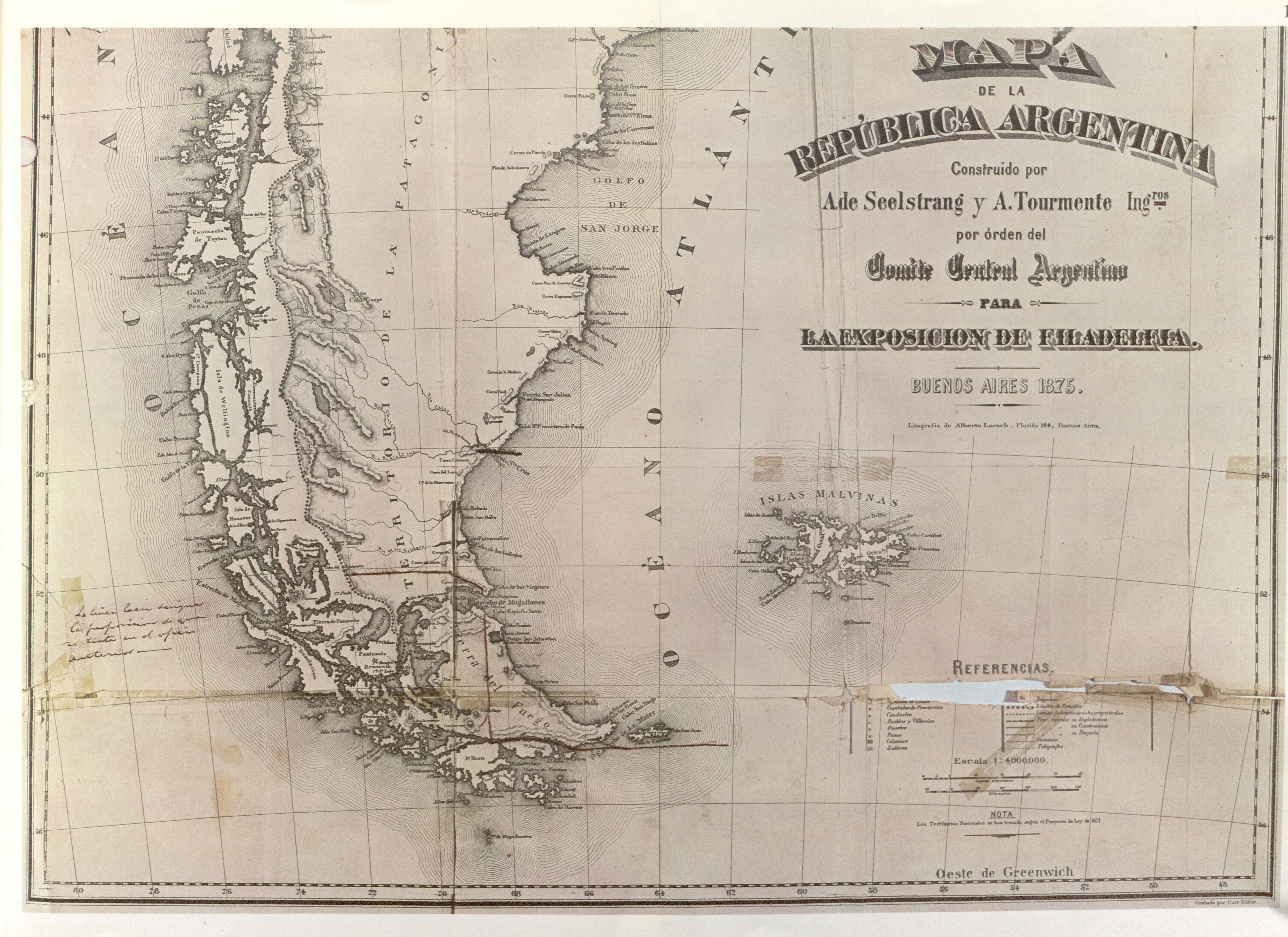
Plan américain de 1835 : l’ouest de la Patagonie est chilien. L’est de la Patagonie et la Terre de Feu sont Res nullius.
- Plan américain de 1872 : l’ouest de la Patagonie et la Terre de Feu sont chiliens. L’est de la Patagonie est Res nullius.
- Carte argentine de 1875 : l’ouest de la Patagonie est chilien. L’est de la Patagonie et la Terre de Feu sont argentines.

### L’interprétation concordante du traité frontalier de 1881 de 1881 à 1888
De 1881 à 1888, presque toutes les cartes argentines montrent les îles Picton, Lennox et Nueva comme des territoires chiliens.
Toutes les cartes chiliennes montraient les îles comme des territoires chiliens [1]: § 144.2, comme la carte de l'ingénieur Alejandro Bertrand montrée ici. Cette frontière est aujourd'hui reconnue par les deux pays.
Il y en avait quelques cartes (argentines) dissidentes de cette période, mais la Cour déclara qu'elles n’étaient pas dignes de confiance en raison de sa frontière « excentrique ». (voir ci-dessous).

### Plan dans «La Ilustración Argentina» en 1881

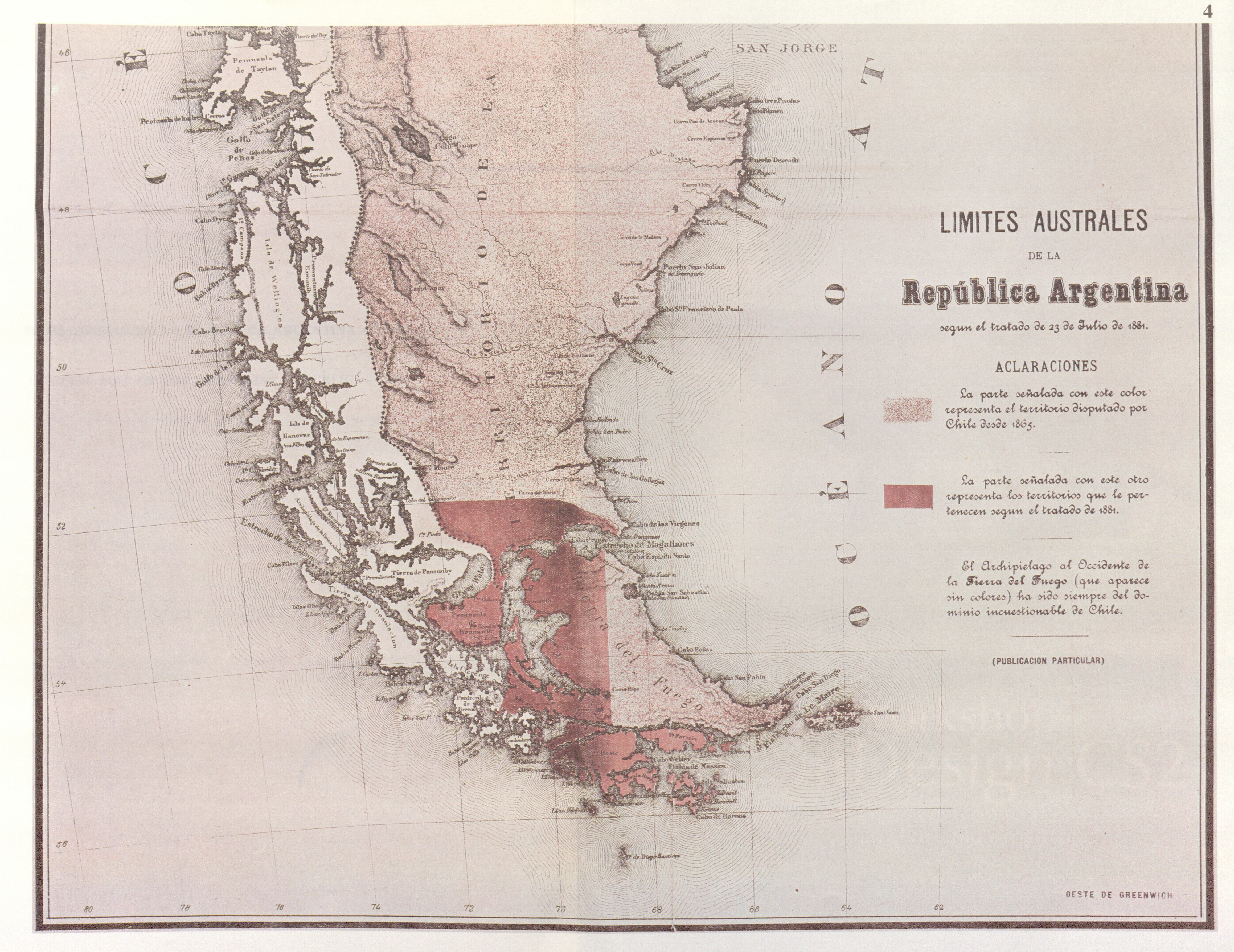

La reproduction partielle de la première carte argentine montrant les limites fixées par le traité de délimitation du 23 juillet 1881, publiée dans « La Ilustracion Argentina » du 10 novembre 1881 à Buenos Aires. La carte reproduite ici est une copie remise au ministre plénipotentiaire britannique à Buenos Aires par Bernardo de Irigoyen, ministre argentin des Affaires étrangères qui négocia et signa le traité de délimitation. L'original se trouve dans les archives officielles britanniques. Le ministre britannique l’envoya à son gouvernement avec le commentaire que la zone sombre ombrée « comprenant le détroit de Magellan, la moitié de Terre de Feu et toutes les îles du sud, représentait en fait ce qui avait été cédé au Chili par le récent traité». (sous la carte d’Irigoyen)

### Plan de Francisco Latzina en 1882

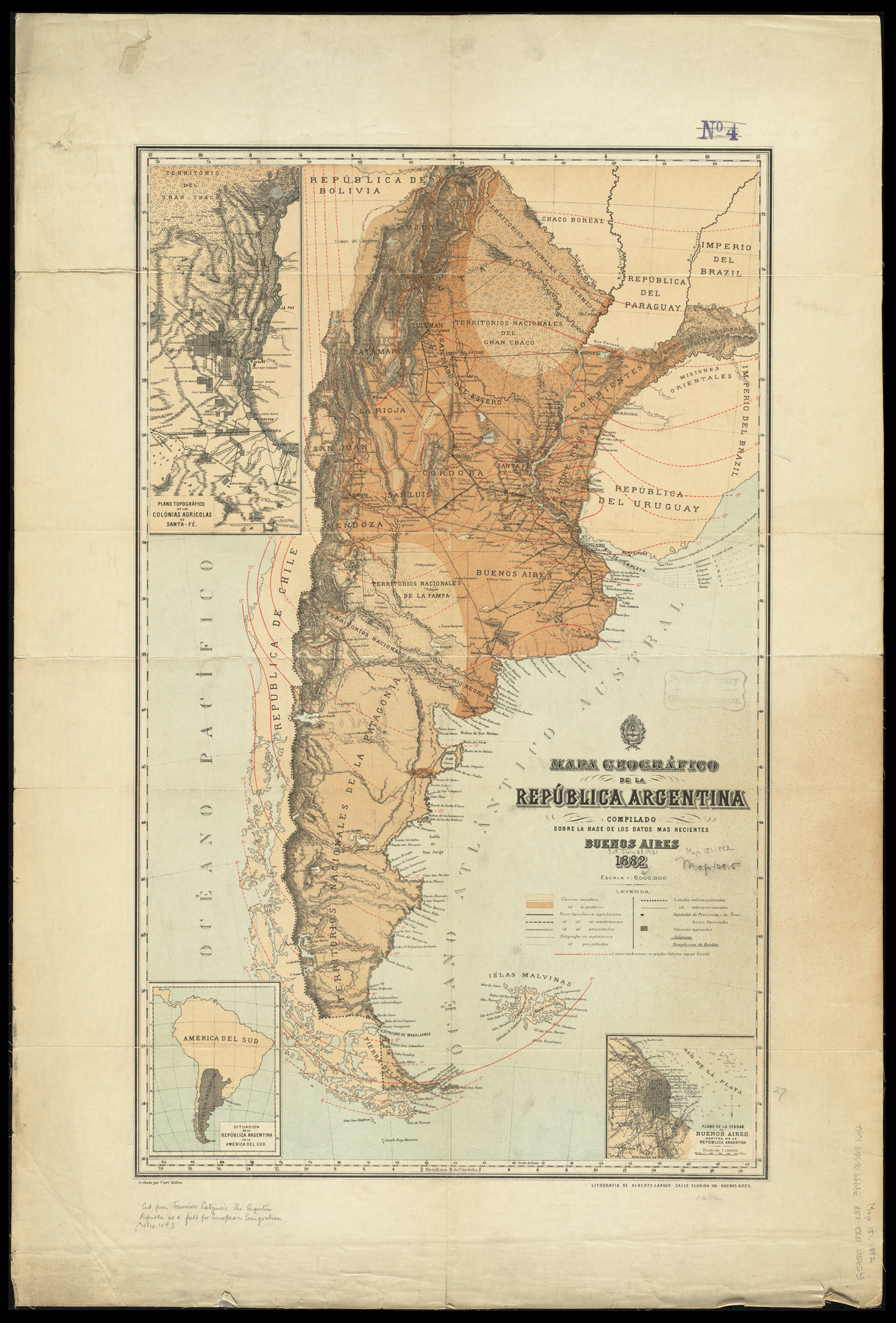

Cette carte reproduite ici est considérée par le Chili comme la première carte officielle argentine après le traité frontalier de 1881, bien que son caractère officiel fût par la suite démenti par le gouvernement argentin. Elle fut commandée par celui qui deviendra ministre de l'Intérieur argentin, Bernardo de Irigoyen (qui avait déjà été ministre des Affaires étrangères, fonction pour laquelle, il signa le traité frontalier de 1881) pour l'insertion dans une publication officielle publiée par le directeur de l'Office national des statistiques, Francisco Latzina, en 1883, sous le titre « la république argentine comme terre d’immigration européenne »  (sous la carte de Latzina de 1882). Elle fut publiée en espagnol, anglais, allemand, français et italien dans une édition de 120 000 exemplaires. Sur la carte officielle, toutes les îles situées au sud du canal Beagle sont indiquées comme étant sous souveraineté chilienne.

### Plan officiel de la République du Chili en 1883

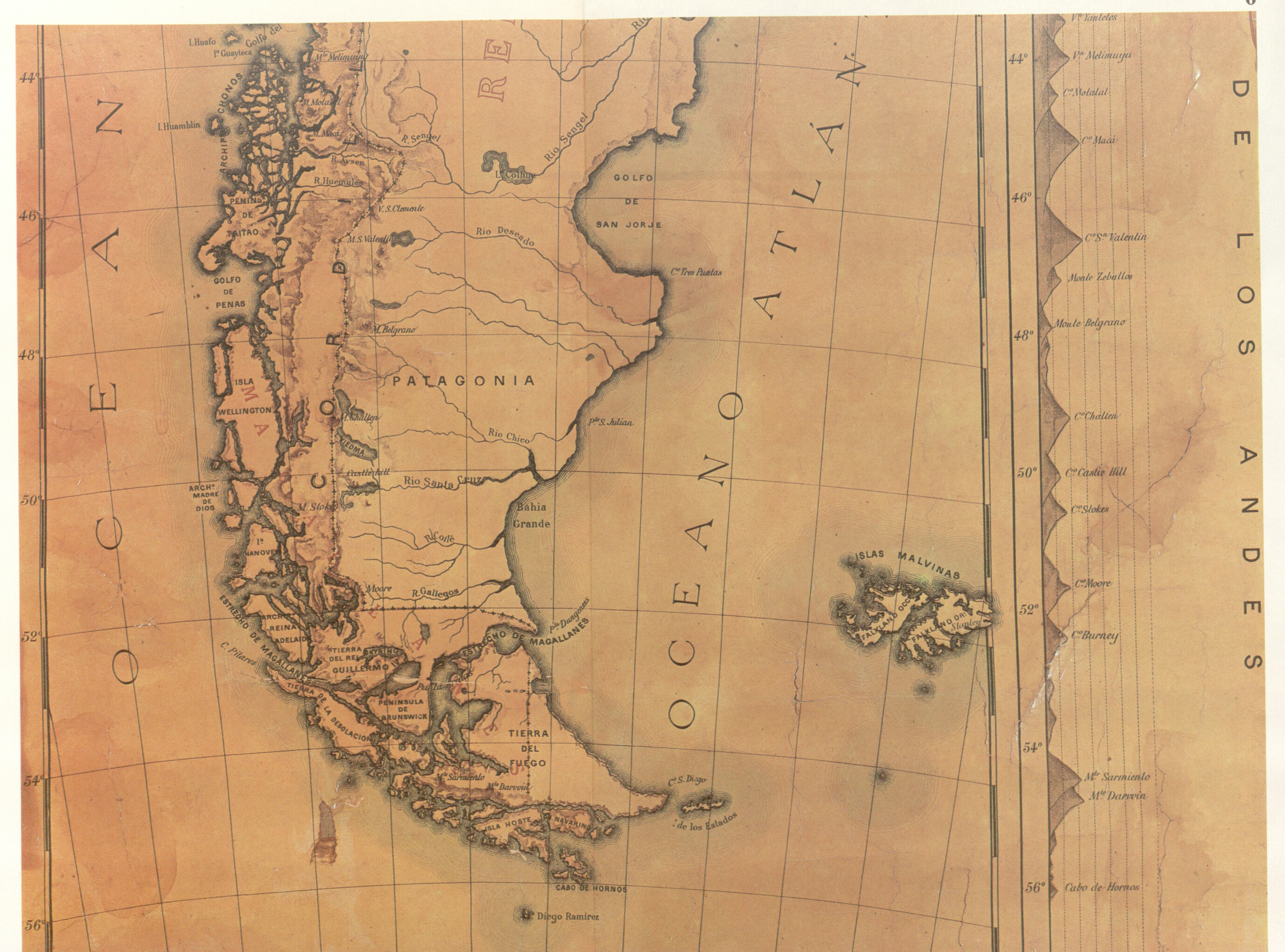

Cette carte officielle du Chili, partiellement reproduite ici, « fut élaborée sur les ordres du gouvernement chilien pour une utilisation dans les écoles primaires de la république et avec une vision sur les données les plus récentes » par Alejandro Bertrand en 1884. L'auteur, un ingénieur, fut membre des commissions de délimitation des chargés du marquage de la frontière argento-chilienne. À cette époque, la carte fut approuvée par le Service hydrographique chilien. Sur la carte, toutes les îles situées au sud du canal Beagle jusqu'au cap Horn sont présentés comme étant sous souveraineté chilienne. Toutes les cartes chiliennes montrent cette ligne frontière depuis 1881.

### Plan de l' «Instituto Geográfico Argentino» en 1886

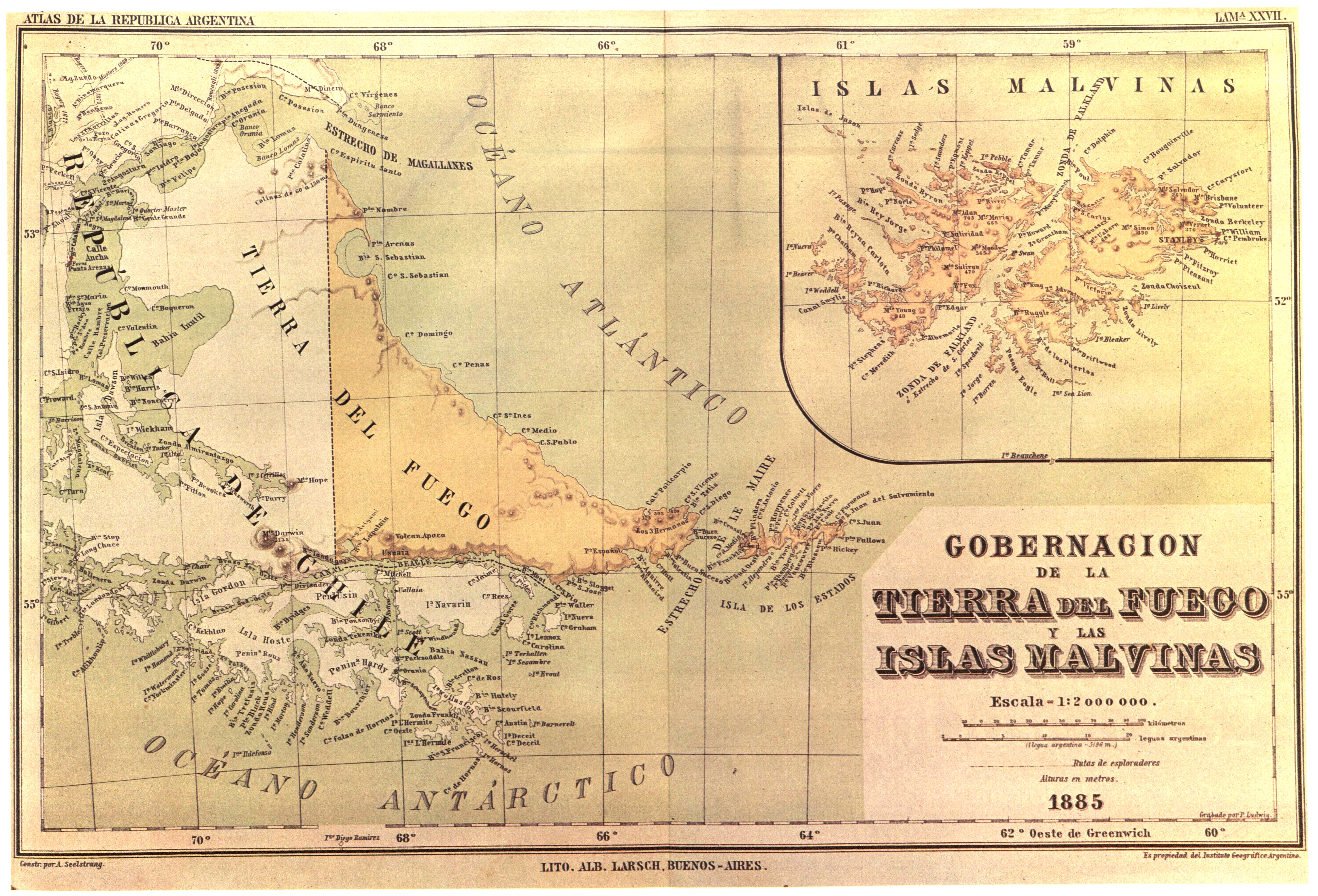

En 1882, l'Institut géographique argentin décida d'émettre une carte générale et un atlas de la république argentine. La tâche fut confiée au célèbre professeur de l'Université de Cordoue (Argentine), Arturo Seelstrang, qui avait déjà réalisé une carte de la république en 1875. L'atlas fut « construit et publié » par l'institut « sous les auspices du gouvernement national ». La feuille XXVII de l'atlas reproduite ici, intitulée « Gouvernance de la Terre de Feu et des îles Malouines ». Il fut réalisé en 1885 et publié l'année suivante. Comme on peut l’observer, la carte indique une ligne de démarcation qui traverse le centre du canal Beagle, indiquant que Picton, Nueva et les îles Lennox ainsi que toutes les autres îles et îlots qui s'étendent vers le sud jusqu'au cap Horn comme étant sous souveraineté chilienne.

### Plan général de la république argentine et des pays limitrophes en 1886

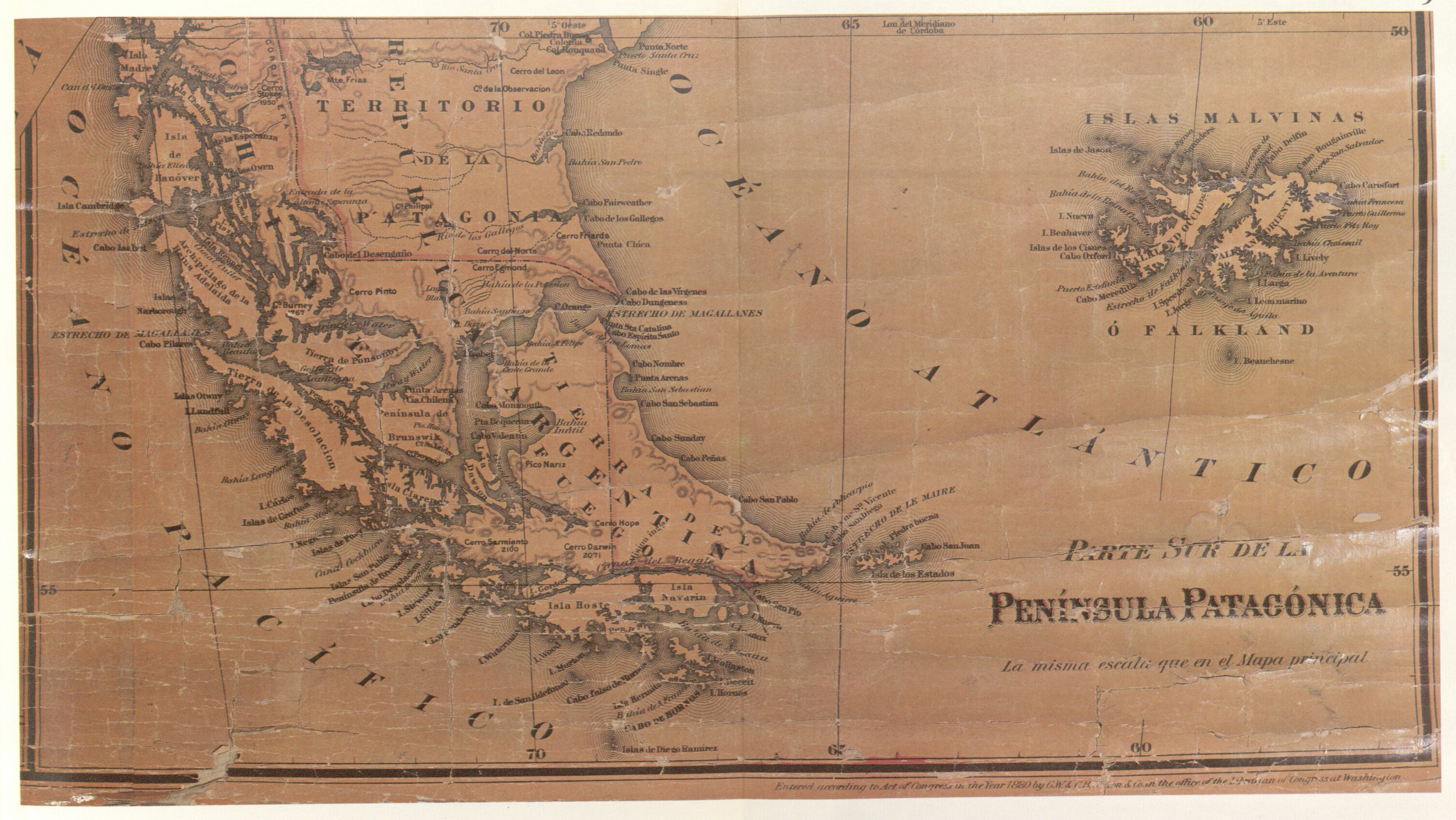

Carte générale de la république argentine et des pays voisins de 1886. La carte présentée ici indique qu'elle fut « réalisée selon les dernières données officielles » et « à la lumière des derniers plans et croquis » par Francisco Moreno, expert argentin à la Commission pour le marquage de la frontière avec le Chili, et par le lieutenant- colonel José Olascoaga, chef du «Bureau typographique militaire ».
En bas à droite, la carte porte l'inscription de la Bibliothèque du Congrès.
Comme on peut le constater, la frontière internationale est tracée suivant le milieu du canal Beagle, montrant Picton, Lennox et Nueva et toutes les autres îles et îlots qui s'étendent vers le sud jusqu'au Cap Horn comme étant sous souveraineté chilienne.

### Plan de Francisco Latzina en 1888

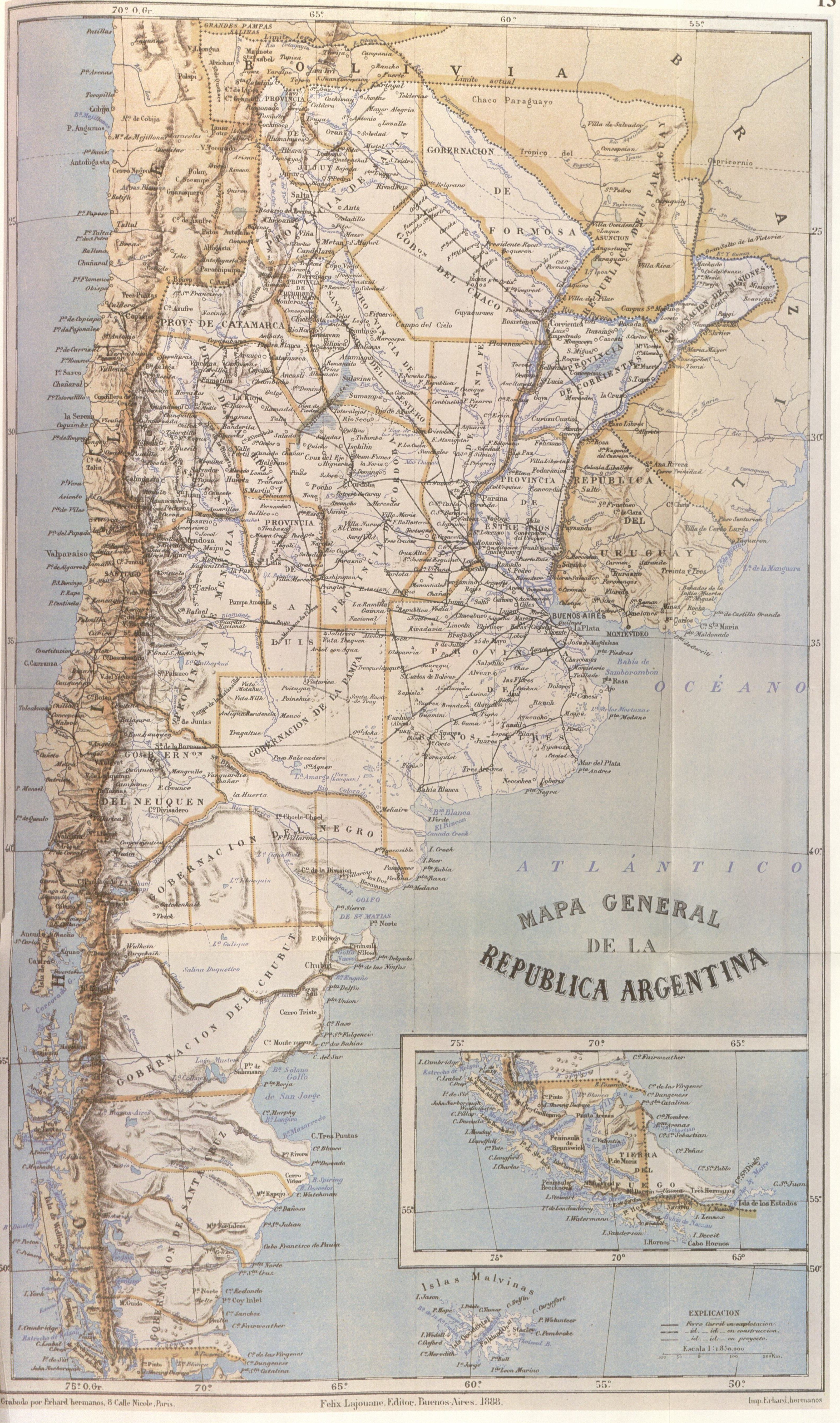

Cette carte, reproduite ici, est issue du livre « Géographie de la république argentine » (« Geografia de la República Argentina ») publié à Buenos Aires en 1888, éditorial Lajouane, par Francisco Latzina, directeur national de l’ «Institut de la statistique argentin » et membre de nombreuses sociétés scientifiques. Ce travail obtint le « Prix Rivadavia » (« Gran Premio Bernardino Rivadavia ») de l’Institut géographique argentin et un grand nombre de copies de celle-ci furent commandées par les autorités argentines en vue de leur diffusion en Europe et ailleurs ». Le jury fut conformé par Estanislao Zeballos, Bartolomé Mitre, Julio Argentino Roca, Domingo Faustino Sarmiento, Guillermo Rawson et Lucio V. Mansilla.
Dans la région de l'extrême sud, la frontière internationale est tracée suivant le milieu du canal Beagle et s'étend au sud de l’île des États. Elle montre les îles Picton, Nueva et Lennox et toutes les autres îles et îlots qui s'étendent vers le sud jusqu'au cap Horn comme étant sous souveraineté chilienne.

### Deux cartes de l'Argentine de Mariano Paz Soldan en 1888

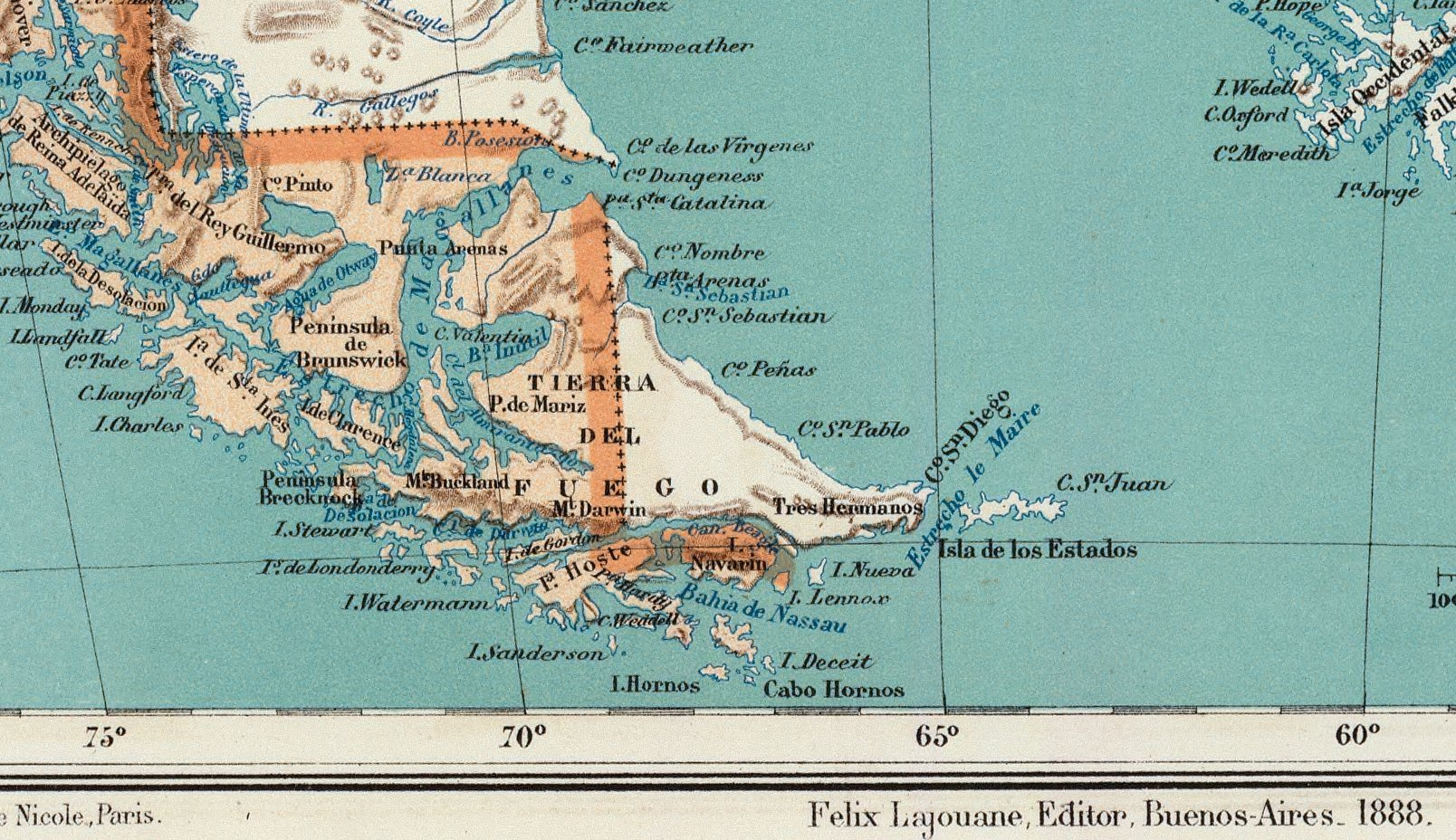

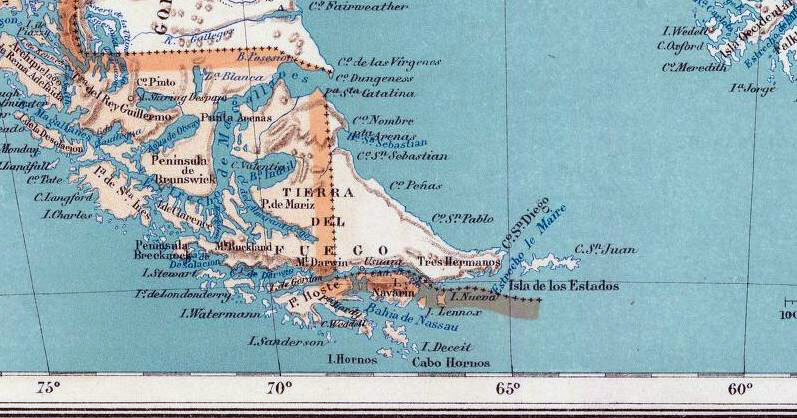

Le géographe péruvien Mariano Felipe Paz Soldán, qui avait cherché refuge à Buenos Aires pendant la désastreuse guerre du Pacifique entre le Pérou et le Chili, dessina en 1888, entre autres, deux cartes de l'Argentine :
- (première carte) « Mapa Orohidrográfico de la República Argentina» (voir la carte pleine taille) et
- (seconde carte) « Mapa general de la República Argentina» (voir la carte pleine taille).

Les parties pertinentes des cartes sont affichées à gauche.
.La « Mapa orohidrográfico » montre les îles Picton et Nueva comme étant sous souveraineté argentine et l'île Lennox comme sous souveraineté chilienne. En revanche, la « Mapa generale» montre toutes les îles contestées comme des territoires chiliens.
Ceci et d'autres changements de politique (voir ci-dessous) de l’interprétation de Paz Soldáns du traité frontalier de 1881 firent que la Cour arbitrale rejeta ses cartes des preuves documentaires.
Les autres cartes de Paz Soldan montrent les îles contestées comme territoires chiliens :
« Gobernación de la Tierra del Fuego y las Islas Malvinas » (voir la carte pleine taille) et
« De Tierra del Fuego y Malvinas Mapa » (voir la carte en taille réelle)

### Carte de la république argentine et des pays limitrophes en 1889

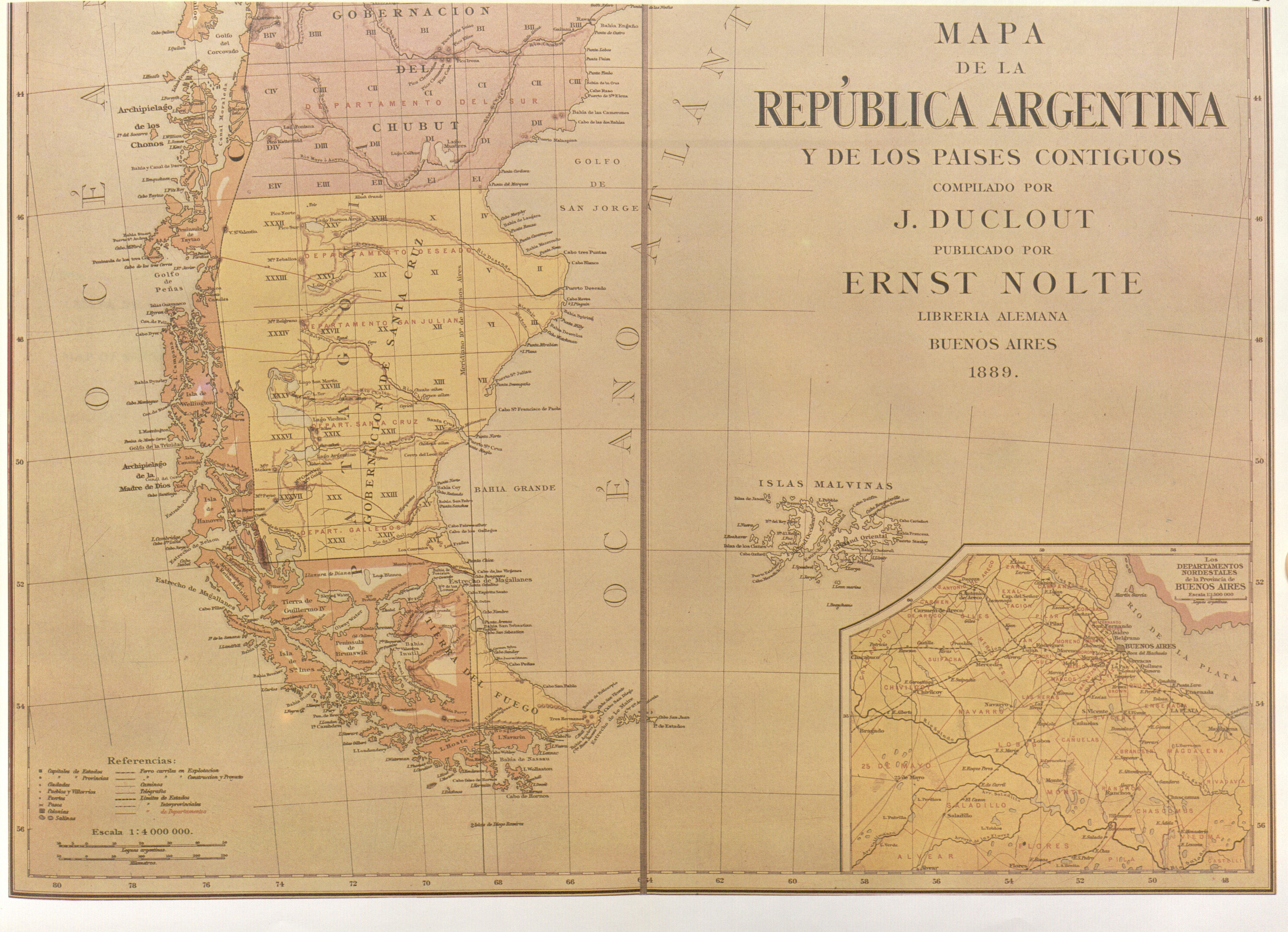

La carte partiellement reproduite ici fut élaborée à Buenos Aires en 1889 par J. Duclout et publiée par E. Nolte.
Dans la région méridionale, la frontière internationale est tracée au centre du canal Beagle, continuant au-delà de l'embouchure orientale du canal Beagle, plaçant les îles Picton, Nueva et Lennox et toutes les autres îles et îlots au sud jusqu'au cap Horn comme étant sous souveraineté chilienne.

## Le changement de la politique de l’Argentine
Au fil du temps, une position qui travaillait continuellement à une nouvelle interprétation du Traité de délimitation est devenu perceptible en Argentine. Par exemple, en 1885 est apparu un plan de Mariano Paz Soldán qui continuait la perpendiculaire au niveau de l’île de Terre de Feu vers l’Antarctique, « une ligne imaginaire sans rapport avec la base du traité de division » comme l'a indiqué la Cour d’arbitrage. En 1891, le gouvernement argentin créa un «Bureau international des frontières » au ministère des Affaires étrangères, et en 1893, publia d’autre décret prévoyant que les travaux sur la géographie nationale déjà publiés ne devaient pas être considérées comme officiellement approuvé s'ils n’étaient pas accompagnés d’une «mention spéciale» du ministère des Affaires étrangères.
En 1889 apparut la « Carte de la République Argentine» dans le cadre de "L’Agriculture et l'Elevage dans la République Argentine», officiellement parrainé dans le cadre de la participation argentine à l'Exposition universelle de Paris de 1889. Dans le cadre duquel cette carte faisait partie, il y a la version donnée de l'article III du traité de 1881 (sur l’attribution à l’Argentine des îles), était totalement incorrect :
« ...appartiendront à la République Argentine : l'île de los Estados, les îlots qui l'entourent et les autres îles de l'Atlantique au sud de la Terre de Feu et des côtes orientales de la Patagonie... » (gras ajouté par Wikipedia)
Au lieu du texte original:
« ... À la République argentine appartiendra l'île de los Estados, les petites îles à proximité, et les autres îles de l'Atlantique à l'est de la Terre de Feu et des côtes orientales de la Patagonie ... » (gras ajouté par Wikipedia)

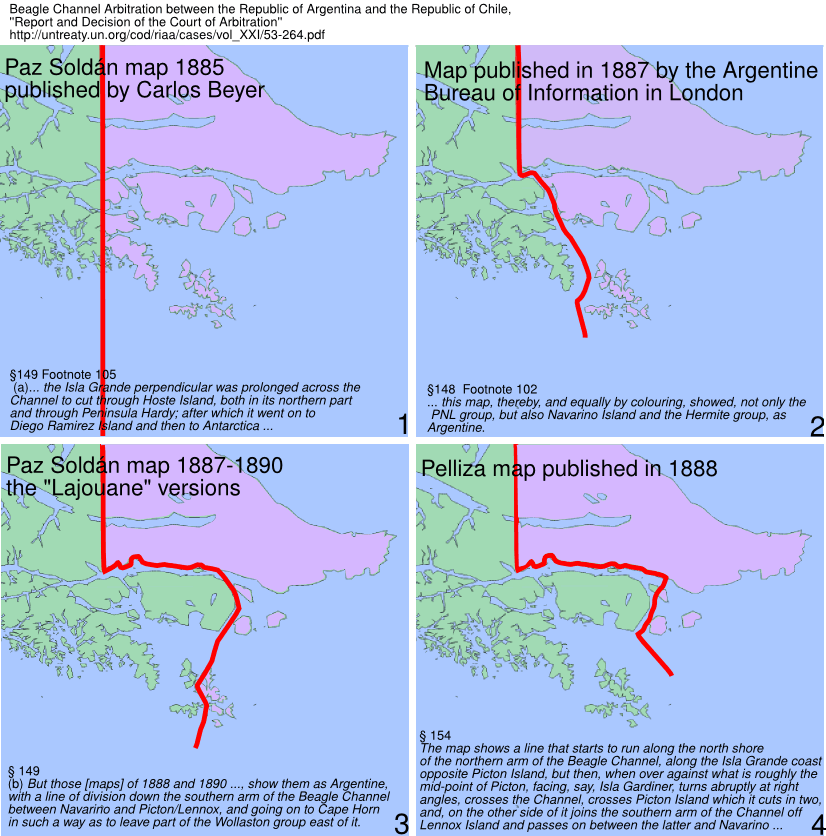
Vues argentines du traité frontalier de 1881, cartes établies selon le « Rapport et la décision de la Cour d'arbitrage ».

Lors de la revue de la cartographie, le tribunal refusa la validité de 3 cartes publiées en Argentine et d’une à Londres (par l'ambassade d'Argentine). Les cartes ne sont pas disponibles pour l'instant, mais le tribunal donna à chaque refus une brève description de la carte (voir texte sur les cartes) qui a permis de reconstruire la ligne de frontière comme indiqué sur la photo à gauche.
Afin de décider de la validité d'une carte, le tribunal utilisa le critère d'exclusion suivant :
Note no 102
« En vertu de : (i) puisque, en vertu de la première partie de l'article III du traité, la perpendiculaire à la grande île de la Terre de Feu, du cap d’Espiritu Santo jusqu’au canal Beagle, avait été délibérément arrêté là, une carte montrant une ligne de démarcation, en prolongeant la perpendiculaire, traversait le canal, et avançant vers le sud à travers le détroit Murray et traversait le groupe Wollaston, ne pouvait pas représenter la ligne de séparation établit par le traité; (ii) cette carte (par ses délimitations), mais également par sa coloration, montrait, non seulement le groupe d’île PNL, mais aussi l'île Navarino et le groupe Hermite, en Argentine. Mais ces localités étaient « au sud du canal Beagle », sans interprétation possible de cette expression dans l'attribution du Chili en vertu de la clause du traité relative aux îles »
Les cartes refusées sont :
1. La carte de Paz Soldan de 1885, publié par Carlos Beyer: Cette version prolonge la perpendiculaire vers l'Antarctique et a été écartée : « cette carte montrait une ligne imaginaire sans rapport avec la base du traité de division ».

1. La carte publiée en 1887 par le Bureau argentin de l'information à Londres: La note no 102 concerne cette carte. Il refusa l'argument : « une ligne de démarcation complètement fantaisiste qui pouvait avoir aucune justification possible dans le cadre du traité de 1881 ». La carte a été corrigée par le même bureau sur la carte publié l'année suivante, elle est disponible ici.

1. Les versions « Lajouane » des cartes de Paz Soldán. Ces versions furent publiées entre 1887 et 1890: au total, nous connaissons 4 interprétations différentes de Paz Soldan du traité de 1881, voir la section « Deux cartes de l'Argentine de Mariano Paz Soldan en 1888», (ci-dessus), et deux ici (à gauche).

Un tel revirement amena le tribunal à la conclusion suivante: « Deux voltefaces de ce genre au sein d'un période de cinq ans, pour lesquels aucune explication ne semble avoir été proposé, jette le doute sur la crédibilité de l’ensemble de la série de cartes basées sur le travail de Paz Soldán. Il soulève également la question de la raison de celles-ci. ».
1. La carte de Pelliza publiée en 1888 et présentée à la Cour par l'Argentine comme la première carte officielle argentine qui représentait la frontière selon le traité de 1881[9].

Il y avait plusieurs versions de cette carte avec de petites différences, pour certaines la ligne frontière passe sur la rive nord du canal et pour d'autres sur la rive sud du canal. La Cour refusa cette carte avec les mots suivants: « Ce résultat [ligne frontière], même s’il n'est pas totalement dérivé de toute interprétation possible du traité, est tellement excentrique qu'il peut difficilement être prise au sérieux ».

### Première carte officielle argentine avec une ligne de frontière différente en 1898

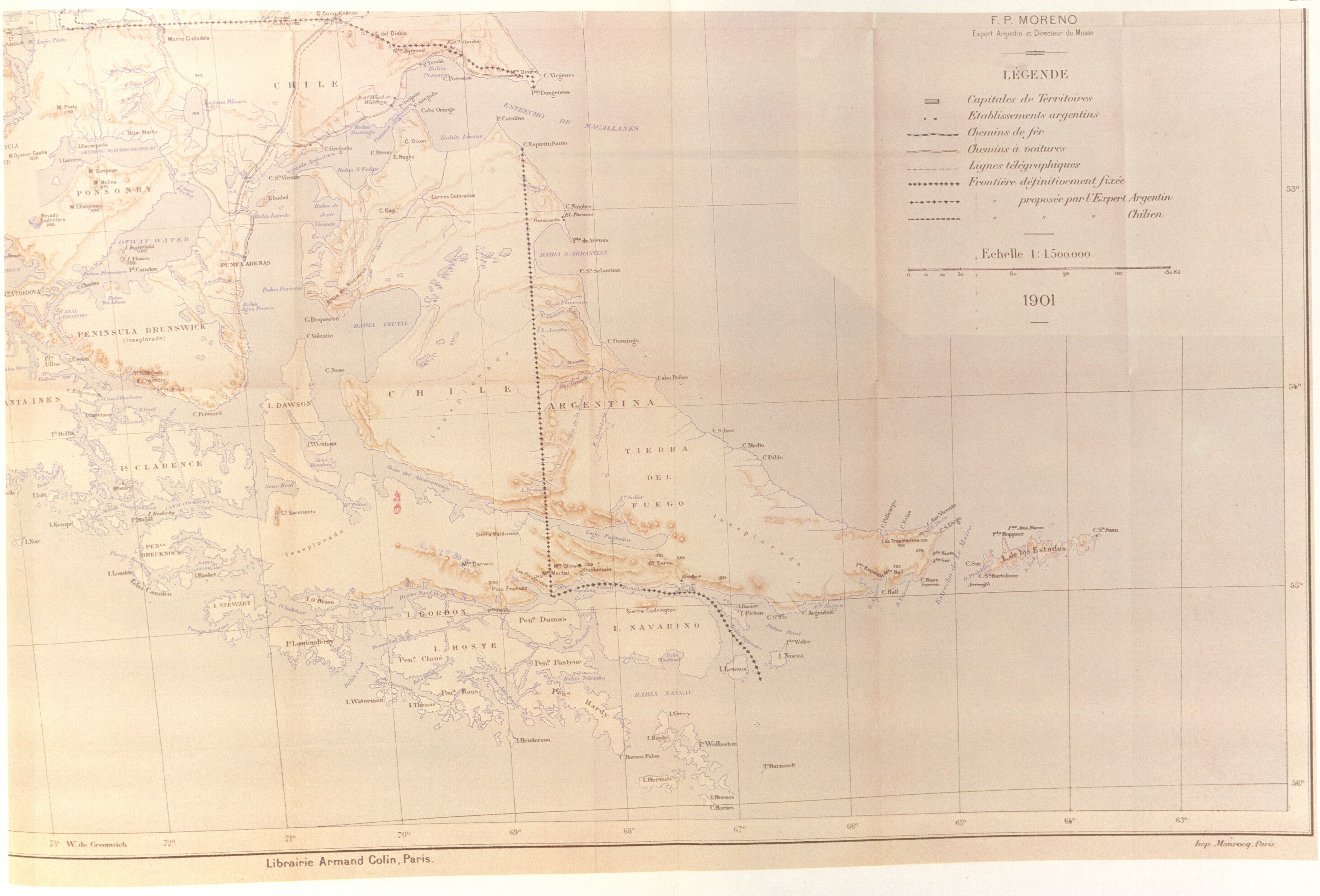

Cette carte partiellement reproduite correspond à la carte intitulée «carte préliminaire de la région du Sud de la république argentine », qui avait été incluse sous le n° XIV dans les preuves argentines présentées par le gouvernement argentin à l'arbitrage britannique en 1898-1902. Il s'agit de la première carte officielle de l'Argentine montrant dans la zone du canal Beagle une différence au niveau des frontières de celle établi dans le traité frontalier avec le Chili de 1881. Comme on le voit sur la carte, la frontière s'écarte du canal Beagle vers les passages Picton et Richmond finir entre les îles Lennox et Nueva. De cette façon, les îles Picton et Nueva apparaissent comme étant argentine et l'île Lennox comme étant chilienne. Les îles et îlots qui s'étendent vers le sud, jusqu’au cap Horn continuent d'être montré comme sous souveraineté chilienne. Il convient de rappeler qu'il n'y avait aucun problème concernant les territoires au sud du détroit de Magellan lors de l'arbitrage britannique de 1898 à 1902. Ainsi, ni le Chili ni l'Argentine ne firent de référence spécifique à la frontière indiquée sur la carte argentine reproduite ici.

### Le canal de Moat
Après la découverte d'or en Terre de Feu, l’aventurier roumain Julio Popper prononça un discours à l'« Instituto Geográfico Argentino » (prédécesseur de l'« Instituto Geográfico Militar ») au sujet d'un changement de cap du canal Beagle. Il prétendait que le canal n'atteingnait le cap San Pío mais à la « Punta Navarro » mais s’écoulait vers le sud entre les îles Navarino et Picton.:69 En 1899, ordre est donné au navire ARA Almirante Brown de la marine argentine, sous le commandement du capitaine Juan P. Saenz Valiente d’effectuer une étude hydrographique du canal Beagle. L'enquête argentine corrobora la thèse argentine sur le changement du cours du Beagle et en conséquence l'Institut publia en 1901 de nouvelles cartes de la zone avec une nouvelle toponymie. Ils élargirent la baie Moat (Bahía Moat), située sur la rive de la Terre de Feu, en face de l'île Picton, jusqu’au (nouveau) canal Moat. Le nouveau canal partait de Punta Navarro jusqu’à Cabo San Pío. En conséquence, les îles Picton, Lennox et Nueva devenaient Terra nullius, parce que le traité de 1881 sur cette zone ne faisait pas mention d'autres îles qu’ « au sud du canal Beagle ». La toponymie fut divulguée au Royaume-Uni et aux États-Unis d'Amérique (le Bureau hydrographique des États-Unis a utilisé le nom argentin, Canal Moat dans le South America Pilot (1916) à la page 246). Le Chili, voisin immédiat n'en fut pas informé et eut connaissance des nouveaux noms seulement en 1904 grâce à de nouvelles cartes de la zone éditées par les États-Unis. Segundo R. Storni, alors lieutenant et plus tard (1943) ministre des Affaires étrangères argentin légitima les modifications :
« Le mot « baie » n'ayant pas une signification précise et la configuration de la région fait pencher le sens vers un canal, c’est donc une modification logique. Mais nous reconnaissons que ce n'était pas absolument nécessaire… »
Une carte soviétique du canal Beagle utilisa le toponyme argentin « Canal Moat » en 1967. Voir la carte Sowjet de 1967.
Le nouveau nom ne prévalut pas et sombra dans l'oubli. Le traité de paix et d'amitié de 1984 entre le Chili et l'Argentine mentionne (seulement) le canal Beagle.

### Les régions méridionales des républiques de l'Argentine et du Chili en 1904

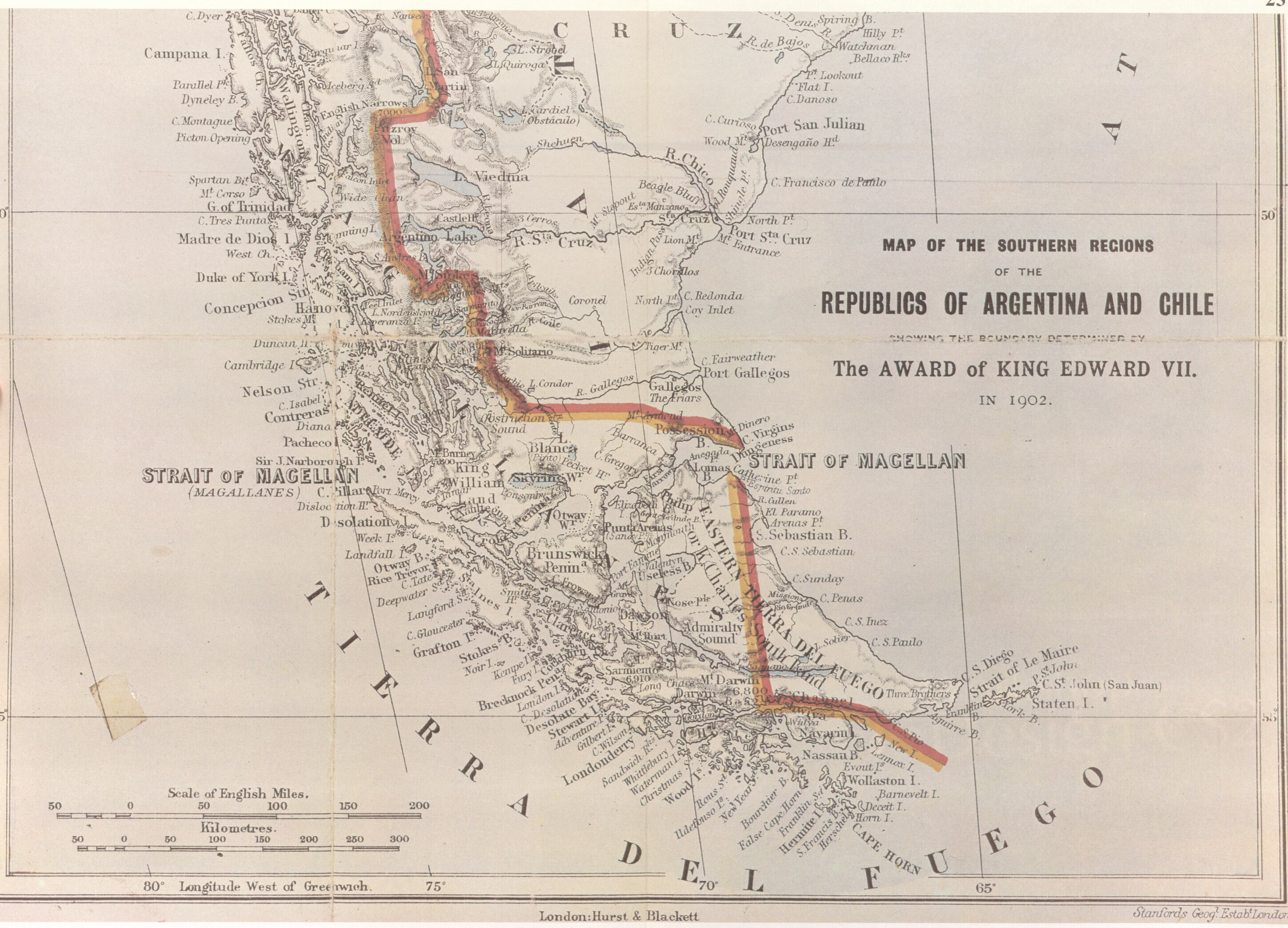

Cette carte, dont la partie sud est reproduite ici, fait partie des travaux du colonel Sir Thomas Holdich intitulé The Countries of the King's Award écrit immédiatement après son travail sur l’arbitrage britannique de 1898-1902. Après la sentence arbitrale britannique de 1902 et au cours des travaux de marquage sur de la frontière qui y était indiquée, Holdich visita la zone du canal Beagle qui n'avait pas été inclus dans l'arbitrage. Dans la région du canal Beagle, la carte marque la frontière internationale, en passant par ce dernier jusqu'à au-delà de son embouchure orientale. Les îles Picton, Lennox et Nueva et toutes les autres îles qui s'étendent vers le sud jusqu'au cap Horn sont présentées comme étant sous souveraineté chilienne.
Autre cartes européens montrant la même zone :
- Stieler Handatlas de 1889
- La grande Encyclopédie de 1890
- Stieler Handatlas de 1891
- Atlante Mondiale Hoepli de 1899

### Plan de l'armée argentine en 1905

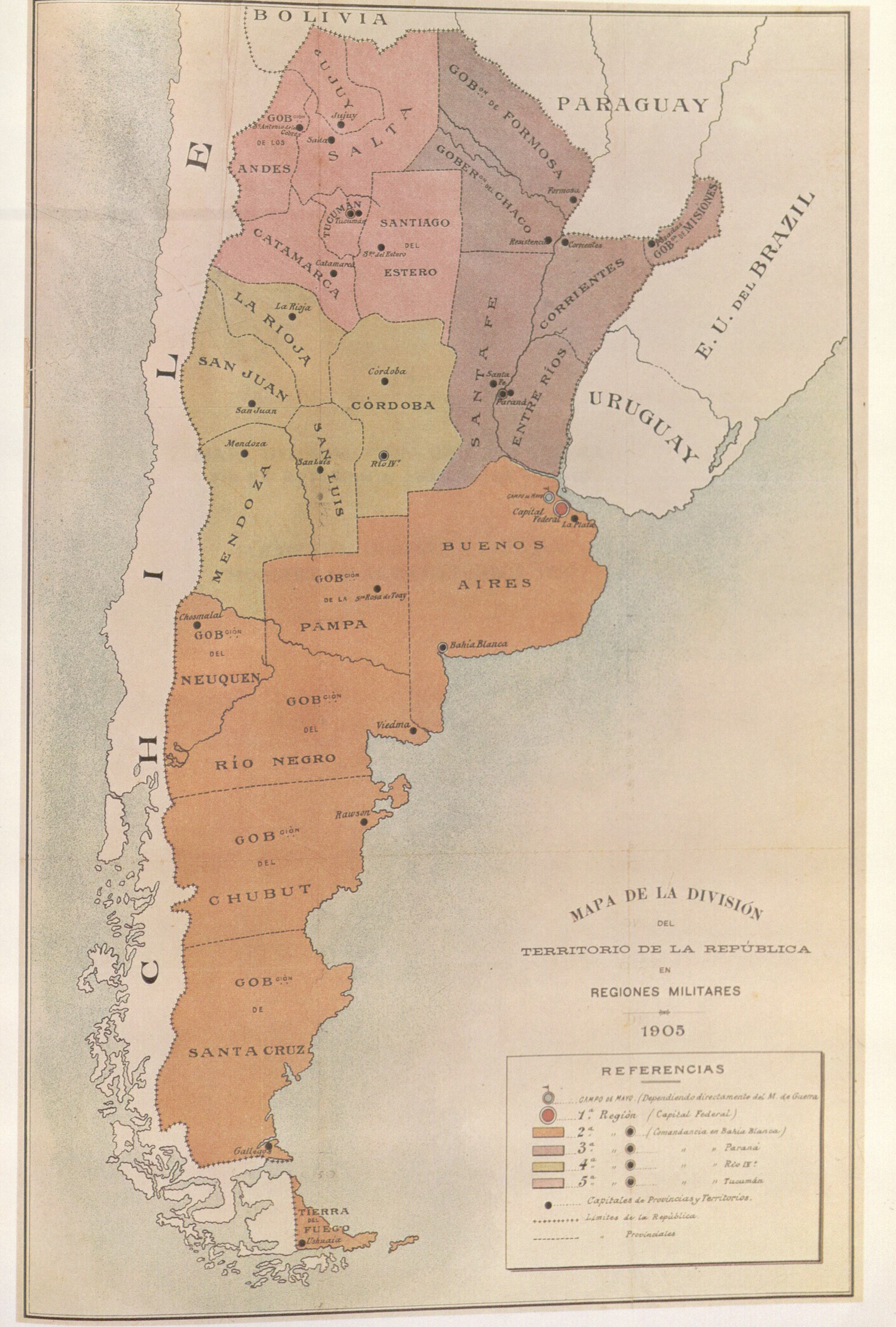

Cette reproduction de la « carte de la division du territoire argentin en régions militaires » de 1905 fut incluse dans le bulletin militaire du ministère argentin de la guerre, année IV, vol. I, 1er mai 1905, no 140. Les régions militaires argentines se distinguent par différentes couleurs, tous les territoires situés au sud du canal Beagle, jusqu’au cap Horn ont été omis et donc considéré comme étant sous souveraineté chilienne.

### «Nuevo Mapa de la República Argentina». Oficina de Cartografía Argentina, 1914

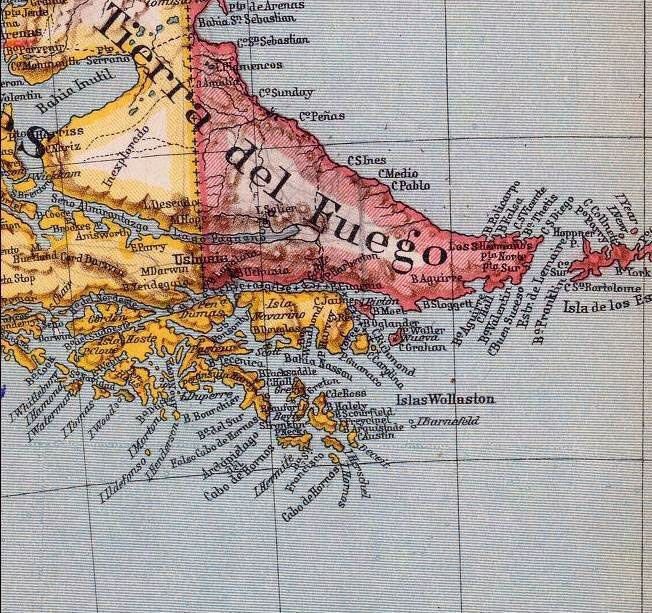

À gauche, une reproduction partielle de la « Nuevo Mapa de la República Argentina » de 1914, préparé par Pablo Ludwig. La carte complète est disponible sous Nuevo carte de la República Argentina (1914). Sur cette carte, les îles Picton et Nueva apparaissent comme Argentine, et l’île Lennox sous souveraineté chilienne.

### Feuille «Ushuaia» de l'«Instituto Geográfico Militar de Argentina» en 1967

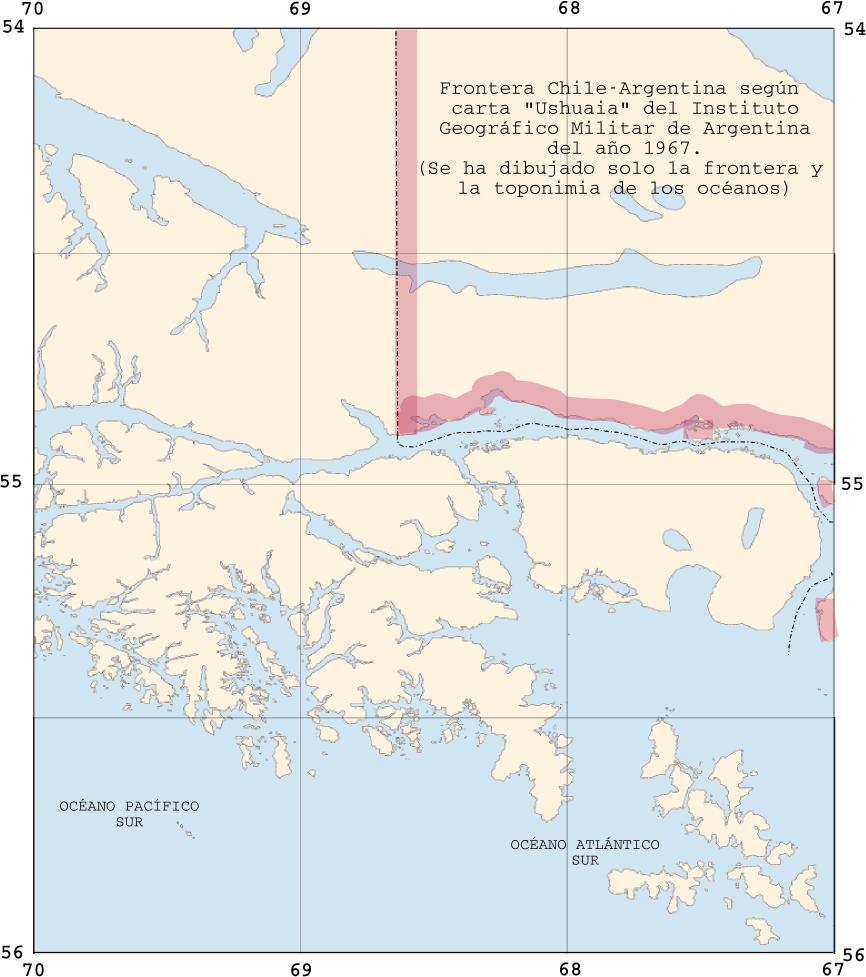

Reconstruction de la feuille « Ushuaia » de l'édition 1967de l'« Instituto Geográfico Militar (es) » (Argentine). Seule la frontière et la toponymie océanique sont copiés à partir de l'original sous droits d’auteur. Un plan similaire fut publié en 1948.
La frontière internationale dans la zone du canal Beagle correspond à la demande argentine dans la zone où la décision arbitrale du 18 avril 1977 mit un terme définitif. L’île Nueva n'apparaît pas sur la carte, les îles Picton et Lennox sont partiellement représentées, colorées comme appartenant à la république argentine. Néanmoins toutes les autres îles et îlots qui s'étendent vers le sud jusqu’au cap Horn sont sous souveraineté chilienne.
Dans la carte argentine officielle, la nomenclature géographique « OCÉANO ATLÁNTICO SUR » (Atlantique Sud) apparaît insérée au sud de l'île Hoste et dans la région occidentale des îles Wollaston et L'Hermite, en d'autres termes à plus d'un degré de longitude ouest du cap Horn, contredisant ainsi la thèse argentine de 1978 concernant la toponymie de l'océan dans la région de l'extrême sud de l'Amérique, que le cap Horn était la frontière entre l'océan Pacifique et Atlantique. La raison pourrait être qu’en 1938, la délégation argentine à la Conférence hydrographique à Oslo avait tenté de définir le méridien 68° 43' O (au travers des îles chiliennes Diego Ramírez) comme limite entre les océans Pacifique et Atlantique(p97).

## Cartes postérieures à l’arbitrage
Au cours du Processus de réorganisation nationale (1976-1983) et sur la base de concepts de nationalisme territorial et de géopolitique, les géographes argentins soutenaient la possession des îles comme une question vitale et appelèrent à une marche vers le sud afin de suivre une sorte de destin manifeste argentin :
« La [pensée] géopolitique classique de la fin du XIXe siècle, les plus grossières métaphores biologiques du déterminisme géographique, du militarisme, les principes de la doctrine de la sécurité nationale et le nationalisme corporatif peuvent être notées, caché, subtilement ou dans un langage simple dans les manifestes, conférences et déclarations des géographes »
Le conflit du Beagle, la dispute sur la souveraineté des Malouines et la question de l'utilisation du bassin de la Plata devinrent, à travers les travaux des géographes, des sujets d'intérêts populaires et d'opinion.

### Livre de l'amiral Isaac Francisco Rojas approuvé par le ministère argentin de l'éducation en 1979

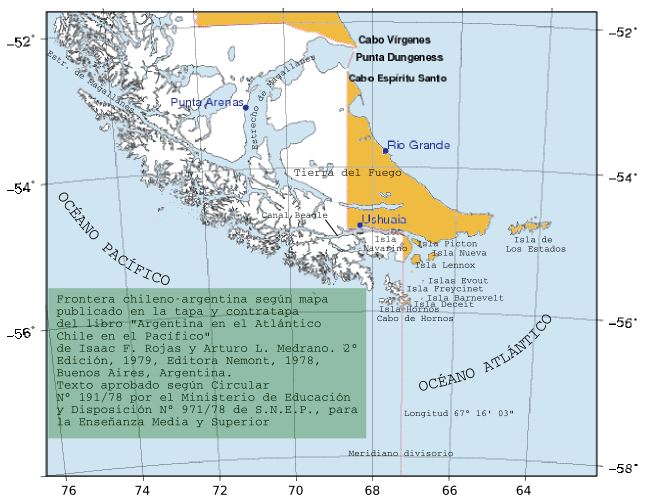

Cette image montre un fac-similé de la carte apparu sur la couverture du livre compilé par l'amiral Isaac Rojas, ancien vice-président de l'Argentine et ancien chef de la marine argentine, et d’Arturo Medrano « Argentina en el Atlántico Chile en el Pacífico ». Il est approuvé par le Ministère de l'Éducation argentin pour l'enseignement dans les écoles et les lycées.
Le livre justifie, comme ils l’affirment, la demande argentine sur les îles. Non seulement les îles Picton, Nueva, Lennox, et les îles à l'est du méridien du cap Horn sont des territoires argentins, mais aussi le côté est de l'île Navarino avec le village chilien de Puerto Toro apparaît comme étant sous souveraineté argentine.

### Timbre argentin en 1983
Après la guerre des Malouines, sur le timbre-poste émis en 1983 l'île du cap Horn a été indiqué comme argentine et les îles de Picton, Lennox et Nueva à l'entrée est du canal Beagle sont colorés comme l’Argentine,.

### Passeport argentin en 2011
|  |  |

Une carte de l'Amérique du Sud apparaît au dos des passeports argentins, montrant l'emplacement du pays dans le continent et au sein du Mercosur, ainsi que le territoire réclamé par l’Argentine en Antarctique et les îles Malouines comme partie de l'Argentine. La moitié de la région chilienne de Magallanes n’apparait pas, y compris le détroit de Magellan, la partie chilienne de la Terre de Feu et toutes les îles au sud du canal Beagle.

## Analyse

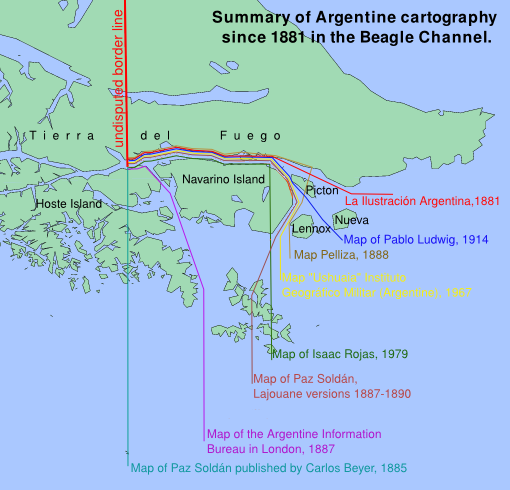
Différentes interprétations argentines du traité frontalier de 1881. La ligne rouge de « La Ilustración Argentina », chronologiquement la première, et correspondant au point de vue chilien, est aujourd’hui valide.

Le contraste ne pourrait être plus frappant entre les multiples points de vue argentins au fil du temps et l’unique point de vue chilien du traité frontalier de 1881. L'interprétation du traité frontalier de 1881 semble avoir poussé à la limite de la fantaisie et de l'intelligence la cartographie argentine de 1888, car ils trouvèrent plus de 8 tracés frontalières différentes définies par un même texte. Quoi qu'il en soit, dans son rapport du 18 avril 1977, la Cour d'arbitrage jugea :
« Il ne fait aucun doute que, dans la période immédiatement après le traité, c'est-à-dire de 1881 à au moins 1887/88, la cartographie argentine a en général montré que le groupe PNL comme chilien »
Les scientifiques argentins Carlos Escudé et Andrés Cisneros dans Historia general de las Relaciones Exteriores de la República Argentina donnent un résumé du traité frontalier de 1881:
« Una serie de documentos prueban que la intención tanto de los firmantes del tratado de 1881 como de la clase política y los gobiernos argentinos entre 1881 y 1902 fue la de otorgar dichas islas a Chile »
(Traduction: «Une série de documents prouvent qu'il était dans l'intention des signataires du traité de 1881 comme de la classe politique argentine et des gouvernements argentin de 1881 à 1902 était d'accorder les îles au Chili.»)
La même opinion était partagée par Karl Hernekamp, Annegret I. Haffa et Andrea Wagner dans leurs œuvres mentionnées en référence.